# 謝文駿
謝 文駿（しゃ ぶんしゅん、英語: Xie Wenjun、中国語: 谢文骏、1990年7月11日 - ）は中国・上海市出身でハードルが専門の陸上競技選手。110mハードルの自己ベストはアジア歴代4位（中国歴代2位）の13秒17。
18歳で13秒47をマークや全国タイトルを獲得するなど、若い頃から劉翔の後継者として期待されているハードラー。劉翔と同じ上海出身で、劉翔と同じ孫海平（Sun Haiping）コーチに師事し、劉翔が引退するまでトレーニングパートナーを務めていた。現在は自己ベストを13秒17まで更新し、アジアタイトルも獲得しているが、長年世界大会では準決勝の壁を破れないでいた。しかし2019年ドーハ世界陸上で決勝進出を果たし、決勝では5位入賞した。

## 経歴
1990年7月11日、上海市に生まれる。父親は水泳とバレーボール、母親は陸上（短距離）の経験者。
2008年9月20日、IAAFグランプリ・上海ゴールデングランプリ男子110mハードルで13秒47（+0.2）の自己ベスト（当時）をマーク。18歳の若さで、劉翔（12秒88）、史冬鵬（13秒19）、李トウ（13秒25）、陳雁浩（13秒37）、紀偉（13秒40）に次ぐ中国歴代6位（当時）に名を連ねた。
同年10月、中国選手権男子110mハードルを13秒68（-1.0）で制し、初の全国タイトルを獲得した。
2012年8月、ロンドンオリンピック男子110mハードルで予選を通過し、シニアの世界大会初出場ながら準決勝に進出すると、準決勝では13秒34（+0.1）の自己ベスト（当時）をマークした。しかし、着順で決勝に進出するには0秒11、タイムで拾われるには0秒03届かず、この種目では2004年アテネ大会の劉翔以来、中国勢2人目となる決勝進出をわずかの差で逃した。
2013年5月18日、IAAFダイヤモンドリーグ・上海ゴールデングランプリ男子110mハードルで13秒28（-0.5）の自己ベスト（当時）をマークして3位に入った。
2014年5月18日、IAAFダイヤモンドリーグ・上海ゴールデングランプリ男子110mハードルで13秒23（-0.3）の自己ベストをマークし、パスカル・マルティノ＝ラガルド（13秒26）やデビッド・オリバー（13秒28）などの有力選手たちを抑えてダイヤモンドリーグ初優勝を果たした。
同年9月、仁川アジア大会男子110mハードルを13秒36（+0.4）で制し、初のアジアタイトルを獲得した。謝の優勝で中国勢はこの種目8連覇となった。
2015年6月、自国開催となった武漢アジア選手権男子110mハードルでは、4日前にアメリカのユージーンで開催されたIAAFダイヤモンドリーグ・プレフォンテーヌ・クラシック男子110mハードルに出場した影響で時差ぼけに悩まされながらも、13秒56（-0.6）で制してアジア選手権初優勝を果たした。
同年8月、自国開催となった北京世界選手権男子110mハードルでは予選を通過し、2度目の世界選手権出場で初めて準決勝に進出したが、着順で決勝に進出するには0秒25、タイムで拾われるには0秒14届かなかった。
2017年8月、ロンドン世界選手権男子110mハードルで2大会連続の準決勝に進出するも組3着に終わり、着順で決勝に進出するには0秒11、タイムで拾われるには0秒13届かなかった。

## 自己ベスト
記録欄の（　）内の数字は風速（m/s）で、+は追い風、-は向かい風を意味する。
| 種目         | 記録          | 年月日        | 場所         | 備考          |
| 屋外         | 屋外          | 屋外          | 屋外         | 屋外          |
| ------------ | ------------- | ------------- | ------------ | ------------- |
| 110mハードル | 13秒17 (+0.7) | 2019年5月18日 | 上海         | アジア歴代2位 |
| 室内         |               |               |              |               |
| 60mハードル  | 7秒60         | 2013年2月16日 | バーミンガム |               |

## 主要大会成績
備考欄の記録は当時のもの
| 年   | 大会                      | 場所             | 種目  | 結果   | 記録          | 備考                     |
| ---- | ------------------------- | ---------------- | ----- | ------ | ------------- | ------------------------ |
| 2009 | ユニバーシアード (en)     | ベオグラード     | 110mH | 準決勝 | 13秒93 (+1.2) |                          |
| 2012 | オリンピック              | ロンドン         | 110mH | 準決勝 | 13秒34 (+0.1) | 自己ベスト               |
| 2013 | 世界選手権                | モスクワ         | 110mH | 予選   | 13秒59 (-0.3) |                          |
| 2014 | 世界室内選手権            | ソポト           | 60mH  | 準決勝 | 7秒71         |                          |
| 2014 | コンチネンタルカップ (en) | マラケシュ       | 110mH | 4位    | 13秒44 (+0.1) | アジア・パシフィック代表 |
| 2014 | アジア大会                | 仁川             | 110mH | 優勝   | 13秒36 (+0.4) |                          |
| 2015 | アジア選手権              | 武漢             | 110mH | 優勝   | 13秒56 (-0.6) |                          |
| 2015 | 世界選手権                | 北京             | 110mH | 準決勝 | 13秒39 (-0.2) |                          |
| 2016 | 世界室内選手権            | ポートランド     | 60mH  | 準決勝 | 7秒90         |                          |
| 2016 | オリンピック              | リオデジャネイロ | 110mH | 予選   | 13秒69 (-0.2) |                          |
| 2017 | 世界選手権                | ロンドン         | 110mH | 準決勝 | 13秒36 (+0.3) |                          |
| 2018 | 世界室内選手権            | バーミンガム     | 60mH  | 準決勝 | 7秒76         |                          |
| 2018 | アジア大会                | ジャカルタ       | 110mH | 優勝   | 13秒34 (0.0)  |                          |
| 2019 | アジア選手権              | ドーハ           | 110mH | 優勝   | 13秒21 (+1.7) | 自己ベスト               |
| 2019 | 世界選手権                | ドーハ           | 110mH | 5位    | 13秒29 (+0.6) |                          |

### ダイヤモンドリーグ
優勝したダイヤモンドリーグの大会を記載（個人種目のみ）
| 年   | 大会                     | 場所     | 種目  | 記録          | 備考       |
| ---- | ------------------------ | -------- | ----- | ------------- | ---------- |
| 2014 | 上海ゴールデングランプリ | 上海     | 110mH | 13秒23 (-0.3) | 自己ベスト |
| 2019 | ロンドングランプリ       | ロンドン | 110mH | 13秒28 (+0.4) |            |